# Sen srebrny Salomei (singel)
Sen srebrny Salomei – singel Czesława Niemena z 1978 roku, zawierający fragmenty muzyki do dramatu Juliusza Słowackiego pod tym samym tytułem.

## Lista utworów
Lista według Discogs:
| A. | Muzyka do sztuki Juliusza Słowackiego „Sen Srebrny Salomei” Fragmenty       |  |
|    |                                                                             |  |
| B. | Muzyka do sztuki Juliusza Słowackiego „Sen Srebrny Salomei” Pieśń Wernyhory |  |
|    |                                                                             |  |

## Twórcy
- Czesław Niemen – śpiew
- Sławomir Piwowar - gitara
- Maciej Radziejewski - gitara basowa, skrzypce, perkusja
- Stanisław Kasprzyk - bębny, perkusja
- Zbigniew Namysłowski - saksofon altowy